# Setge de Cotlliure
El Setge de Cotlliure de 1642 fou un dels episodis de la Guerra dels Segadors

## Antecedents
Poc després de la revolta que va suposar el Corpus de Sang, l'exèrcit de Felip IV d'Espanya va ocupar Tortosa i Tarragona, il 17 de gener de 1641, davant l'alarmant penetració de l'exèrcit castellà, Pau Claris al capdavant de la Generalitat de Catalunya, proclamà la República Catalana acordant una aliança política i militar amb França, posant Catalunya sota l'obediència de Lluís XIII de França. Pocs dies després, amb l'ajut de l'exèrcit francès, la Generalitat obtingué una important victòria militar en la batalla de Montjuïc del 26 de gener de 1641, i les tropes castellanes es retiraven a Tarragona.
El 4 de maig de 1641 l'estol francès d'Henri d'Escoubleau de Sourdis es presentà davant de Tarragona i inicià el bloqueig de la ciutat amb les tropes de terra de Philippe de La Mothe-Houdancourt. Durant els mesos de maig i juny es lluità als voltants de Tarragona; el fort de Salou caigué en poder dels francesos el 9 de maig i batalla de Constantí el 13 de maig. Després de ser derrotats del 30 de juny al 4 de juliol de 1641 en la primera batalla naval de Tarragona, els espanyols van bastir un nou estol comandat per García Álvarez de Toledo y Mendoza que va aconseguir lliurar provisions a la ciutat i fer fugir l'estol francès al Rosselló
Una columna castellana de 4.500 homes va sortir de Tarragona el 23 de març de 1642 per socórrer Perpinyà, que havia quedat aïllada al nord.

## El setge
L'any 1642, les tropes de Lluís XIII de França, dirigides per Charles de La Portei el Vescomte de Turenne, assetgen Cotlliure i el Castell Reial de Cotlliure, defensats pel Marquès de Mortara. 10.000 francesos entre els quals hi ha els regiments de Gardes Françaises, Gardes Suisses, Champagne, Essiat i també d'Artagnan amb els mosqueters del rei, els gendarmes i la cavalleria lleugera del rei envesteixen els puigs que dominen la ciutat mentre la flota francesa bloqueja el port. També compten amb els regiments d'Enghien, Conti, Roquelaure, Espenan, Cinq-Mars, Béarn i Melleraye cavalleria. Igualment compten amb 46 canons i 8 morters per a atacar la plaça. Privats d'aigua per la destrucció del pou, amb 3.000 baixes entre morts i ferits i sense possibilitat de rebre reforços, i doncs les tropes de Pedro Antonio Fernández de Córdoba que anaven en el seu socors havien estat derrotades a la batalla de Montmeló, els espanyols s'han de rendir el 10 d'abril.

## Conseqüències
El Marquès de Mortara pacta la seva rendició amb la condició de sortir amb 2 canons de la plaça. Obtingué també passatge pels seus ferits i malalts (unes 400 persones) cap a Tarragona. La resta de les tropes anaren a Espanya passant per França i després a Pamplona, pel camí més curt.
La pressió sobre Perpinyà, i Salses, que queden completament aïllades, fa que es rendeixin a continuació.